# Geschwindigkeitsüberwachung

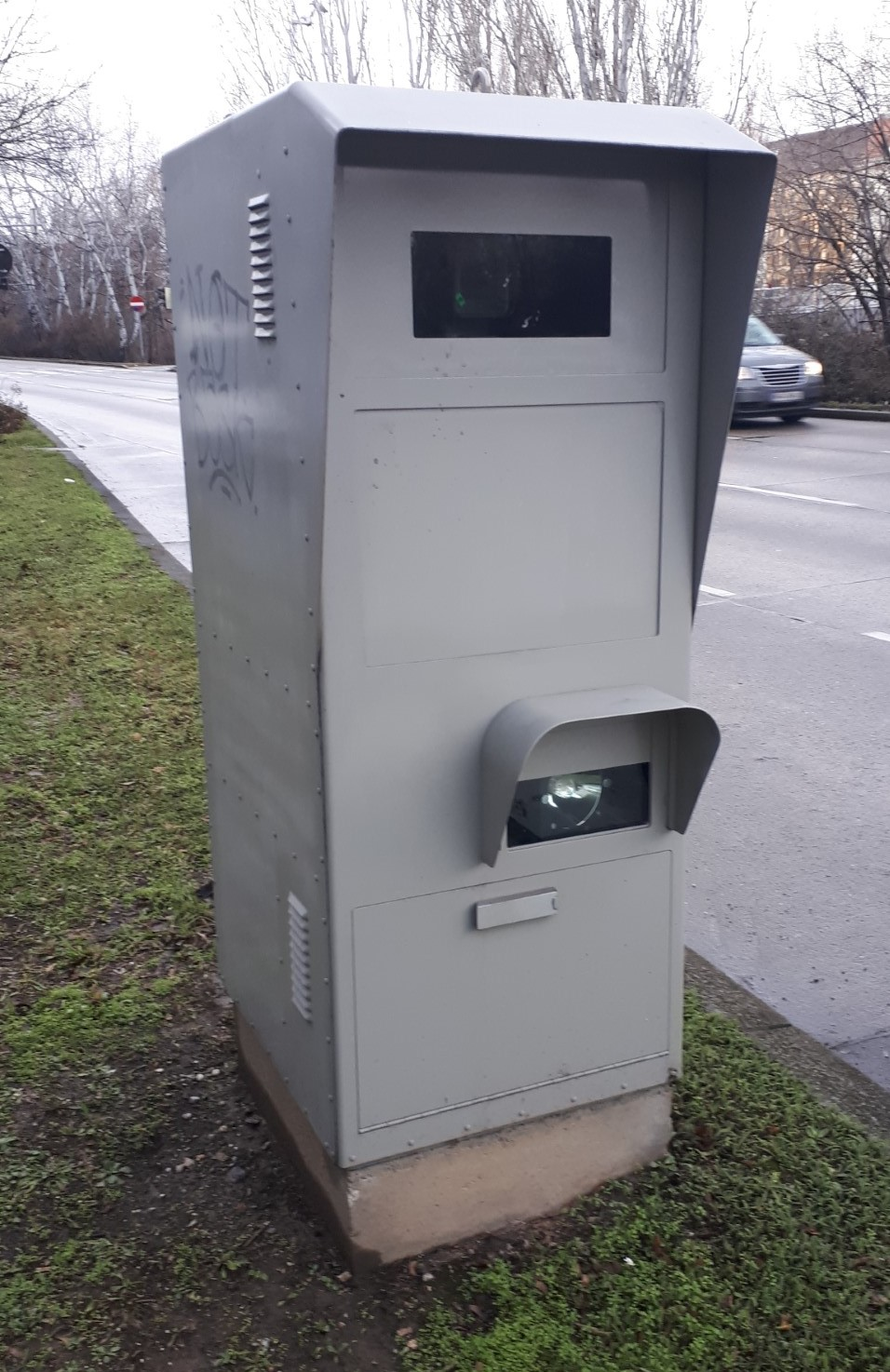
Ein Radargerät von 2018.

Geschwindigkeitsüberwachung ist im öffentlichen Straßenverkehr eine Kontrollmaßnahme von Polizei oder anderen Behörden zur Überwachung der Einhaltung der zulässigen Höchstgeschwindigkeit.

## Zuständige Behörden

### Deutschland
In Deutschland ist die Zuständigkeit für die Geschwindigkeitsüberwachung (§ 3 StVO) in den Bundesländern teilweise unterschiedlich geregelt. In den meisten Bundesländern sind die Polizei und regionale Ordnungsbehörden mit der Verkehrsüberwachung beauftragt. Während die Ordnungsämter der Kommunen innerhalb der geschlossenen Ortschaften zuständig sind, überwachen die Polizei und teilweise auch die Kreisverwaltungen den außerörtlichen Bereich auf den Kreis-, Landes- und Bundesstraßen sowie den Autobahnen.
Im Jahr 1956 wurde der Prototyp des Verkehrs Radar Gerätes (VRG) VRG-1 von Telefunken auf der Internationalen Polizeiausstellung in Essen vorgestellt. S.5 An der Entwicklung war Heinz Lueg führend beteiligt.
Am 21. Januar 1957 startete in Düsseldorf der erste Feldversuch unter Nutzung eines Radargeräts.
Im Jahr 1958 folgte das Serien-Modell VRG-2 von Telefunken, das am 2. Dezember 1958 die Zulassung (Nr. PTB 29022/58) durch die Physikalisch-Technische Bundesanstalt (PTB) erhielt. S.3, 
Am 15. Februar 1959 wurde zwischen Düsseldorf und Ratingen erstmals ein mobiles Radargerät zur Geschwindigkeitskontrolle genutzt (Telefunken VRG 2). Später kamen zur mobilen Ausstattung die Laserpistole, das Laserfernglas, das Lichtschrankenmessgerät oder die Videokamera im Polizeiauto dazu.

### Österreich

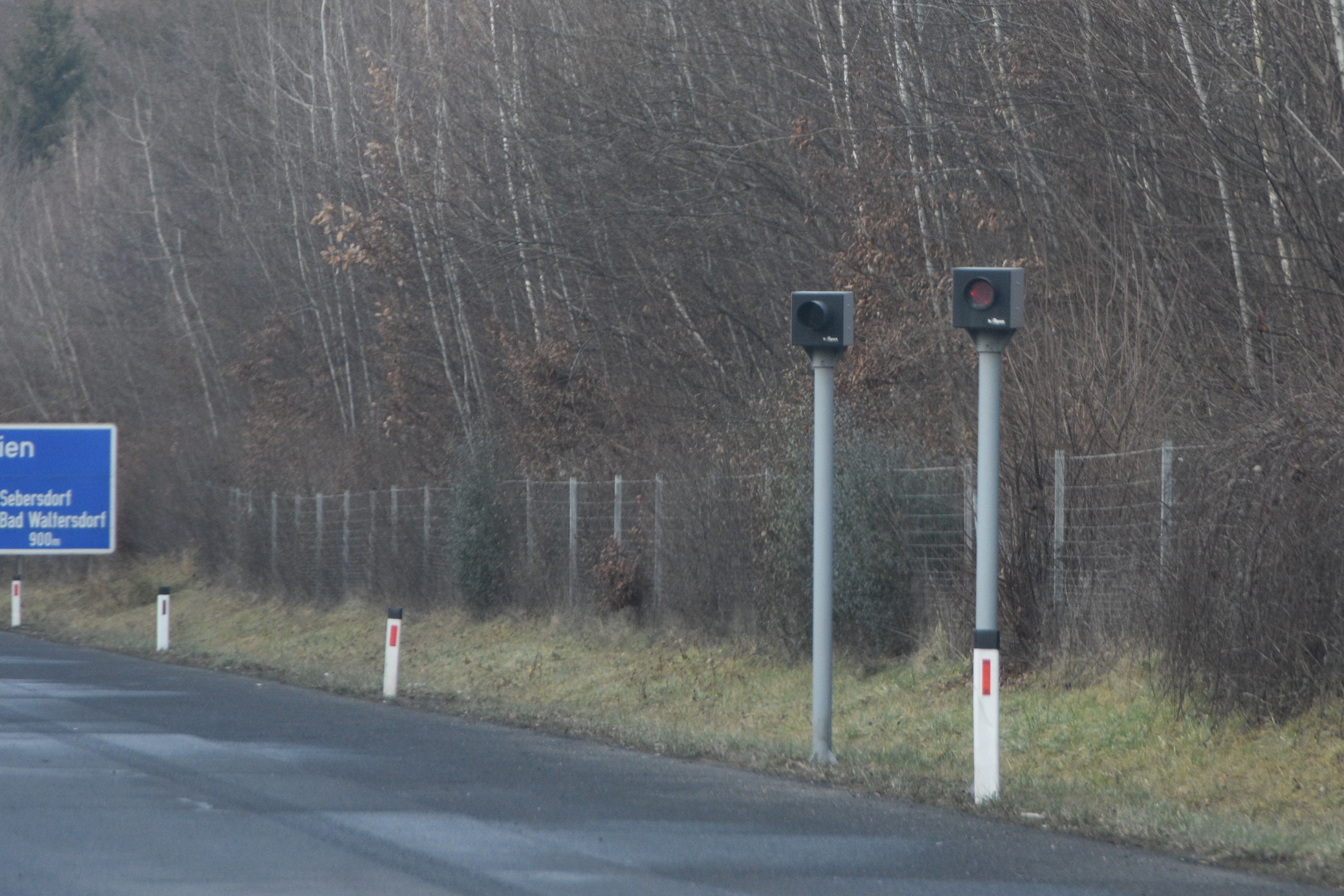
Gerät zur Geschwindigkeitskontrolle in der Steiermark, Österreich

In Österreich ist grundsätzlich die Bundespolizei für die Geschwindigkeitsüberwachung zuständig. Bis 2008 durften Gemeinden jedoch auch vereinzelt auf Straßen, wo sie Straßenerhalter sind, Gemeindewachkörper oder Privatanbieter beauftragen. Danach wurde diese Kompetenz den Gemeinden jedoch entzogen. Seit November 2014 ist es jedoch in einigen Gemeinden wieder möglich, im Testbetrieb Radarmessungen durch private Unternehmen durchführen zu lassen.

### Schweiz

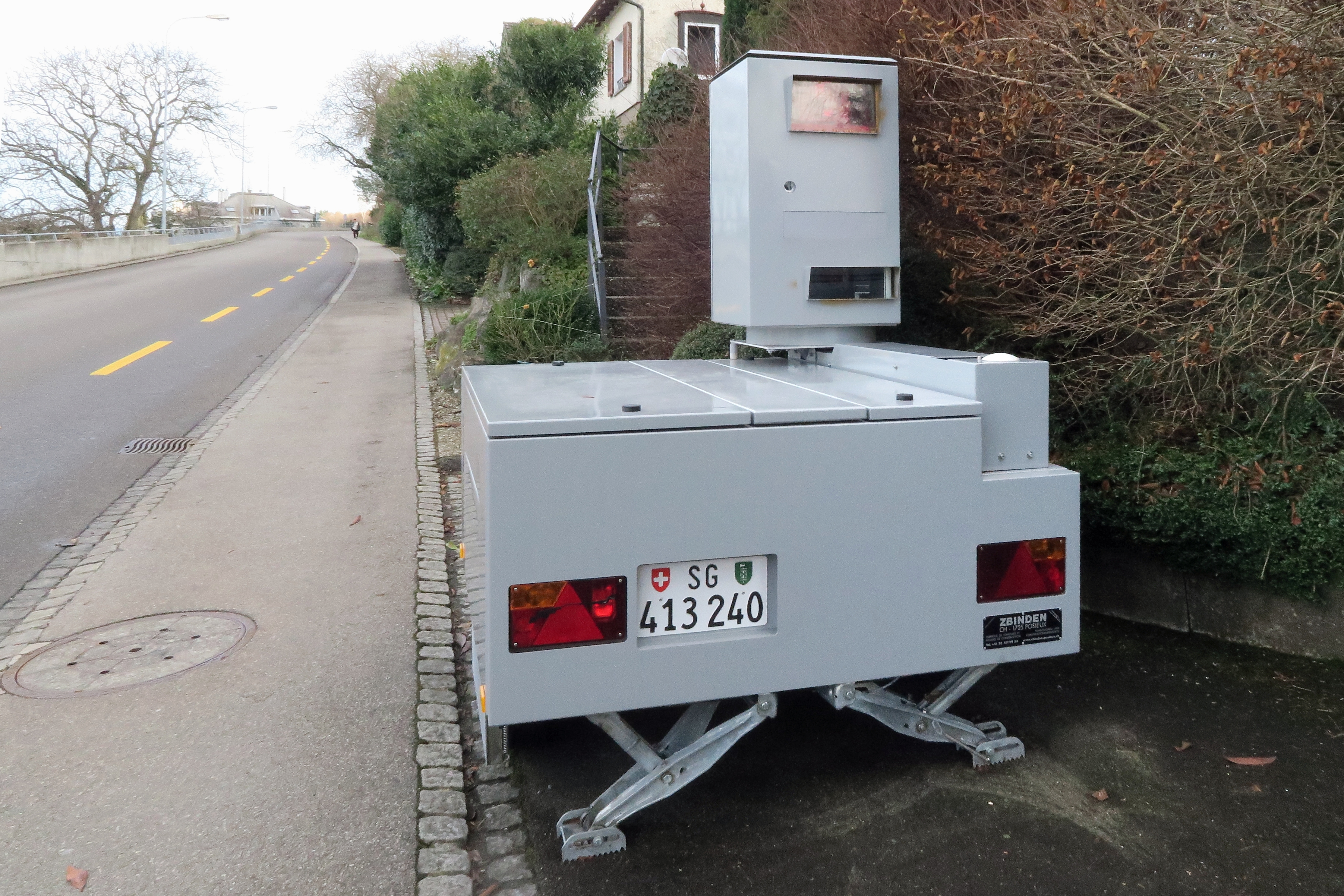
Radargerät auf Anhänger in der 50er Zone in der Gemeinde Thal im Kanton St. Gallen

In der Schweiz sind die Polizeidienststellen der Kantone zuständig.

## Technik

### Messtechnik
Bei der Geschwindigkeitsüberwachung werden verschiedene Messtechniken eingesetzt. Die verwendeten Techniken werden teilweise umgangssprachlich auch als Radarfalle oder Blitzer bezeichnet, wobei der Begriff Radarfalle irreführend ist. Bei Einhaltung der vorgegebenen Regeln ist eine Radarkontrolle ohne Auswirkung.

#### Radar

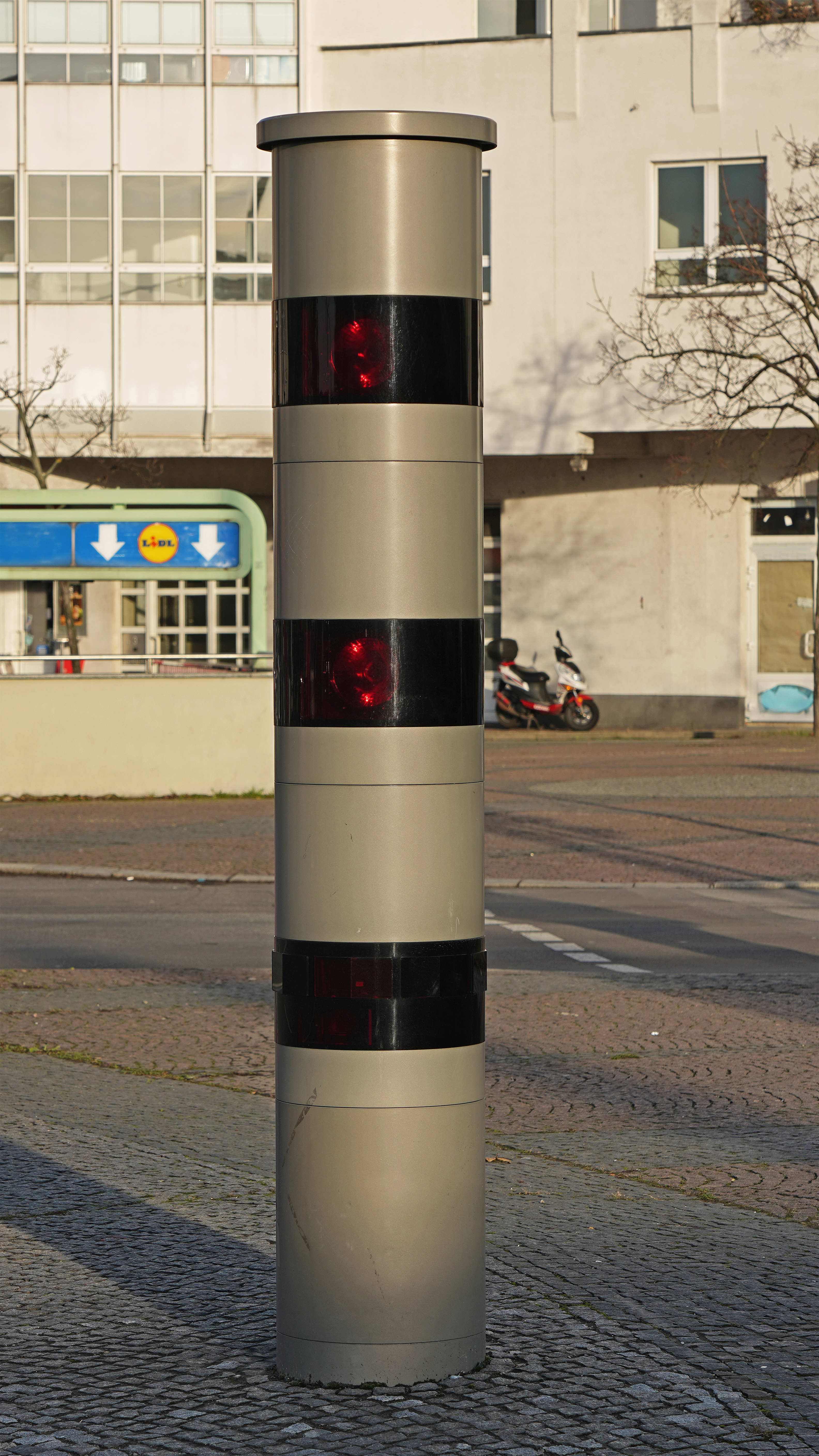
Poliscan Speed Tower in Berlin

Radar ist eine der am weitesten verbreiteten Messtechniken. Mithilfe des Doppler-Effekts wird die Geschwindigkeit des fahrenden Fahrzeugs festgestellt. Nähert sich ein Fahrzeug den vom Radargerät ausstrahlenden Radarwellen, werden diese dort zurück zur Empfangsantenne des Radargerätes reflektiert. Die eingebaute Recheneinheit berechnet aus der Frequenz der empfangenen Wellen die gefahrene Geschwindigkeit. Bei Überschreitung der Toleranzschwelle werden ein Fotoapparat und ein Fotoblitz ausgelöst, das eigentliche „Blitzen“. Radargeräte können sowohl auf einem Stativ als auch z. B. aus dem Fahrzeuginneren heraus betrieben werden.
In der Mitte der 1950er Jahre begann Telefunken mit der Entwicklung eines Verkehrs Radar Gerätes (VRG) zur Geschwindigkeitsmessung, das im X-Band bei 9410 MHz ±0,2 % arbeitete. Auf den Prototyp VRG-1 S.5,  folgte im Jahr 1958 das Serienmodell VRG-2. S.3, , ,  S.142
Die verwendeten Frequenzbänder in Deutschland sind das Ka-Band (26,5–40 GHz) und das K-Band (18–26,5 GHz). Das X-Band wird nicht mehr und Ku-Band (12,4–18 GHz) wird nur noch sehr selten verwendet.
In Österreich ist das Blitzen nur von hinten üblich, da es eine Anonymverfügung gegen den Fahrzeughalter gibt. Wegen rechtlicher Probleme mit Deutschland kommt zunehmend das dort verbreitete Frontradar zum Einsatz.

#### Lichtschranken
Die Messung mittels einer Lichtschranke ist ebenfalls sehr weit verbreitet. Hier werden, rechtwinklig zum Straßenverlauf, an den Straßenrändern ein Sender und ein Empfänger einander gegenüber aufgestellt, sodass jedes Fahrzeug die Strecke zwischen den Geräten passieren muss. Zwischen den Gegenstellen werden mindestens drei Lichtstrahlen gesendet. Fährt ein Fahrzeug durch den ersten Lichtstrahl wird die Messung gestartet und bei Durchfahren des zweiten bzw. dritten Strahls beendet; bei anderen Geräten wird die Messung bei Durchfahren des zweiten Lichtstrahles beendet und gleichzeitig eine neue gestartet, die dann beim dritten Strahl endet. Da die Strecke zwischen den einzelnen Sendern bekannt ist, kann hieraus die Durchschnittsgeschwindigkeit im ersten Abschnitt berechnet werden. Die zweite Messung dient der Plausibilitätskontrolle. Nur wenn sich beide Messungen maximal um den in der Zulassungsurkunde bezeichneten Wert unterscheiden, ist die Messung gültig.

#### Helligkeitssensoren
Bei der vereinfachten Lichtschrankenanlage (Einseitensensor) wird auf den Lichtsender verzichtet und die durch das vorbeifahrende Fahrzeug verursachte Helligkeitsänderung ausgewertet. Der Vorteil besteht darin, dass der umständliche und gefährliche Aufbau des Lichtsenders auf der anderen Straßenseite nicht nötig ist. Bei Dunkelheit ist dieses Verfahren allerdings nur sehr eingeschränkt verwendbar.

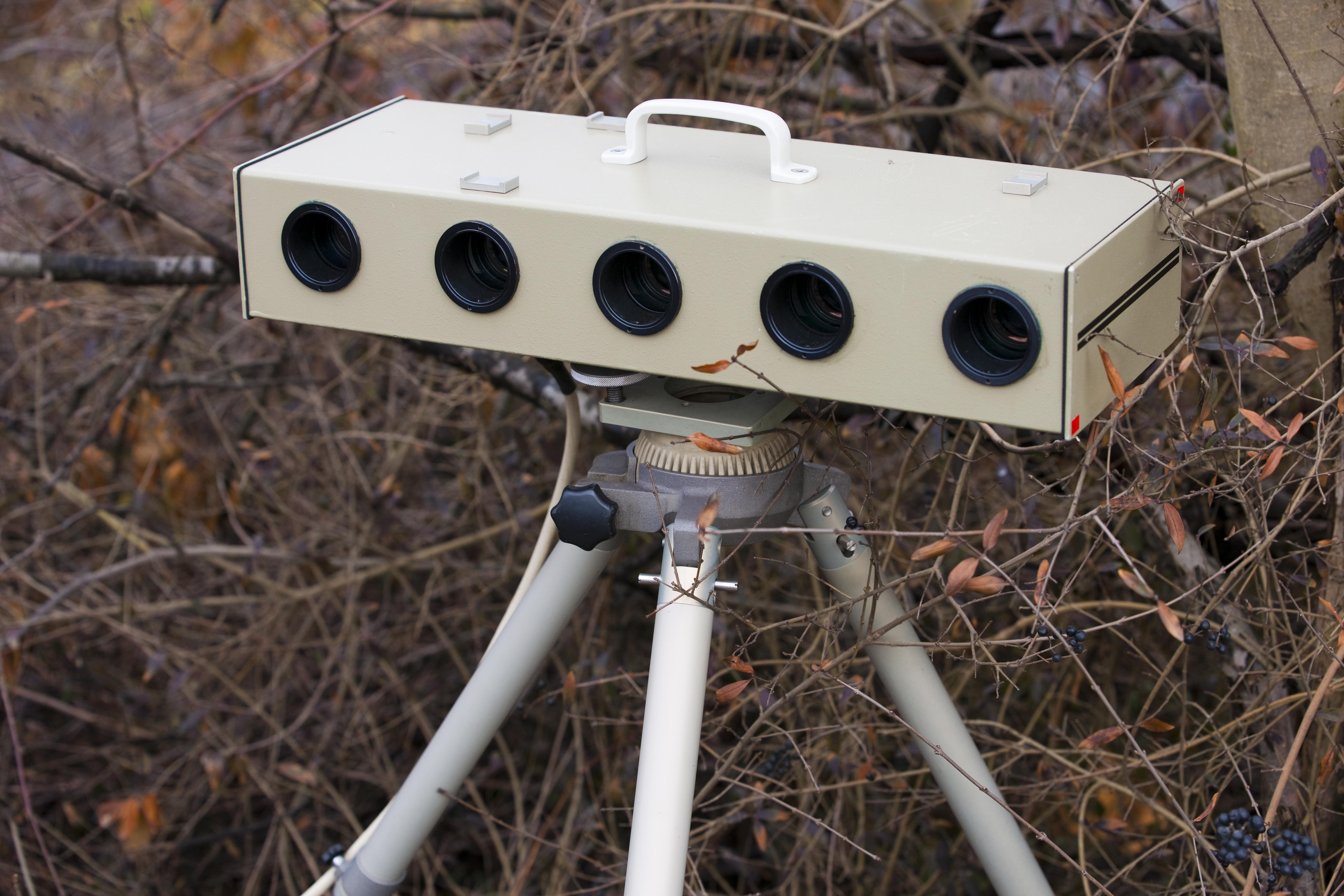
Einseitensensor ES 3.0

Ein Beispiel für ein Gerät mit Helligkeitsensoren stellt die digitale Geschwindigkeitsmessanlage Einseitensensor ES 3.0 dar. Den Kern der auch Optospeed genannten Anlage bildet ein Sensorkopf mit fünf Helligkeitssensoren. Drei der fünf Sensoren überwachen die Straße rechtwinklig zum Fahrbahnrichtungsverlauf, der vierte und fünfte schräg versetzt. Die Sensorebene wird in der Regel parallel zur Fahrbahn ausgerichtet. Das Gerät erfasst die Helligkeitsveränderungen eines Fahrzeugs. Anhand der Weg-Zeit-Berechnung wird die Geschwindigkeit dieser Fahrzeuge bestimmt, digitalisiert und gespeichert, wobei auch Geschwindigkeiten über 300 km/h gemessen werden können. Der Einseitensensor kann auch in Kurven, in Tunneln und an unübersichtlichen Messstellen eingesetzt werden. Er kann bis zu vier Fahrspuren gleichzeitig überwachen und die Messergebnisse spurselektiv zuordnen. Je nach Ausstattung können Aufnahmen des Fahrzeugs von vorne, hinten oder der Seite gemacht werden. Das Messprinzip eignet sich auch für eine beweissichere Front- und Heckdokumentation von Motorradfahrern, die bisher wegen des fehlenden vorderen Kennzeichens oft nicht möglich war.

#### Piezosensor/Induktionsschleife
Die Messung mit Piezosensoren oder Induktionsschleifen ist eine weitere Überwachungstechnik. In der Regel sind drei Sensoren in den Fahrbahnbelag eingebracht. Sie basiert ebenfalls auf der Berechnung der Geschwindigkeit aus dem Zeitunterschied zwischen mehreren Messungen.
Verwandt damit ist ein älteres Verfahren mit quer ausgelegten dünnen Schläuchen, in denen die Zeitdifferenzen der Druckanstiege gemessen werden.

#### Stoppuhr
Die Geschwindigkeitsermittlung wurde früher durch manuelles Messen per Stoppuhr durchgeführt, was auch heute noch zulässig ist. Hierbei wird die Zeit gemessen, die ein Fahrzeug für das Durchfahren einer abgesteckten Strecke benötigt hat. Allerdings wird diese Methode wegen ihrer Fehleranfälligkeit und der besseren Beweiskraft anderer Techniken kaum noch angewandt.

#### Laser
Das Laserfernglas ist ein Geschwindigkeitsmesser auf Laserbasis. Laserferngläser werden sowohl als reines Fernglas ohne Dokumentation als auch in Verbindung mit einer Videokamera zur Dokumentation gebaut.
Relativ neu ist die Überwachung mit einem Laserhandmessgerät, das umgangssprachlich als Laserpistole bezeichnet wird. Hier sind meist Systeme gemeint, die nach dem Laserpuls-Prinzip (Laufzeitmessung) aufgebaut sind. Es werden möglichst kurz hintereinander zwei oder mehr Lichtpulse ausgesendet, die vom Fahrzeug reflektiert werden. Dabei wird jeweils die Pulslaufzeit gemessen, aus der dann aufgrund der konstanten Ausbreitungsgeschwindigkeit der Pulse die Fahrzeugentfernung zu diesem Zeitpunkt errechnet werden kann. Aus diesen Zeit- und Streckenmessungen werden dann die jeweiligen Differenzen gebildet, aus denen sich schließlich die Fahrgeschwindigkeit ermitteln lässt. Bei den meisten Laserpistolen wird die Messung allerdings nicht dokumentiert, es gibt kein Messfoto oder Video.

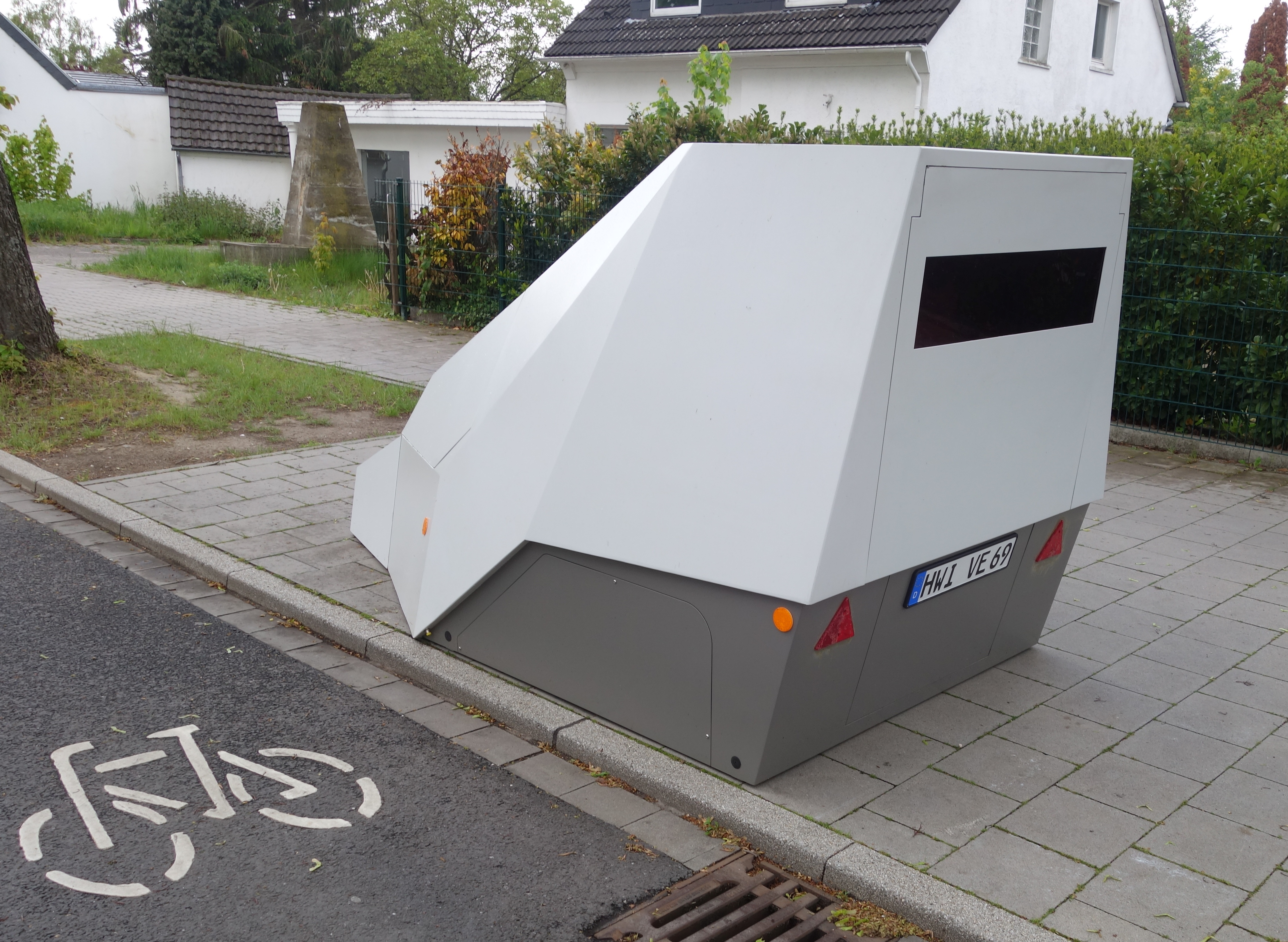
Mobiler Anhängerblitzer in Düsseldorf, mit „Wechselkennzeichen“ ohne TÜV-Plakette und Siegel

Eine neue Technik ist das Lidar-System (Light Detection and Ranging). Es findet beispielsweise im Poliscan Speed sowie im Enforcement Trailer Anwendung und ersetzt das Radar immer stärker im Bereich der mobilen und stationären Geschwindigkeitsüberwachung. Beim Einsatz sogenannter Radarwarner ist die Vorwarnzeit von Lasermessgeräten wesentlich geringer bis nicht vorhanden.

#### Police-Pilot
Auf Autobahnen oder anderen Schnellfahrstraßen werden verstärkt Zivilfahrzeuge mit Police-Pilot-Systemen eingesetzt. Diese ermöglicht es, Verkehrsvergehen individuell auf Video festzuhalten. Nachteil sind u. a. die hohen Kosten, da nicht nur das ProViDa-System installiert werden muss, sondern auch ausreichend motorisierte Pkw benötigt werden. Die Vorteile liegen in der hohen Beweiskraft der Methode und der Unauffälligkeit der Überwachungsmaßnahme im normalen Verkehr (kleine Kameras). In Baden-Württemberg, Bayern, Nordrhein-Westfalen, Mecklenburg-Vorpommern und Polen werden auch Motorräder mit entsprechender Ausrüstung eingesetzt.

### Identifizierungstechnik
In Deutschland ist für einen Geschwindigkeitsverstoß ausschließlich der Fahrzeugführer verantwortlich. Eine Verantwortung des Fahrzeughalters gibt es nur in Ausnahmefällen, daher ist bei Geschwindigkeitsverstößen nicht nur die Identifizierung des Fahrzeuges (über das Kfz-Kennzeichen), sondern auch des Fahrzeugführers notwendig. Dafür werden Aufzeichnungen von Foto- oder bei bestimmten Messverfahren auch Videokameras eingesetzt, die das Fahrzeug von vorn und/oder von hinten aufnehmen. Eine Bewertung des Fahrerfotos erfolgt im Rahmen des Verfahrens durch die Bußgeldbehörden und den Richter, in strittigen Fällen ordnet das Gericht ein anthropometrisches Gutachten an. Auch in Österreich ist der Fahrer verantwortlich für den Verkehrsverstoß, der Halter ist jedoch zur Auskunft verpflichtet. Wenn er keine Auskunft geben kann, muss er mit hohen Strafen rechnen. Daher genügt hier die Fotografie von hinten. Auch in Deutschland wurde früher Heckfotografie angewandt, diente dort aber dazu, eine Blendung des Fahrzeugführers durch den weißen Blitz zu verhindern. Nach der Einführung des roten Blitzes wurde auf Frontfotografie umgestellt.
Bei blitzenden Geräten werden die Bilder wegen des roten Blitzes auf panchromatischem Schwarzweißfilm aufgenommen. Zunehmend wird jedoch die Digitalfotografie verwendet. Der Vorteil sind geringere Kosten, die fehlende Notwendigkeit eines Filmwechsels und damit verbunden längere Einsatzzeiten der Geräte und die Möglichkeit der elektronischen Bildübermittlung und -verarbeitung.
In Österreich durften Radargeräte vorbeifahrende Fahrzeuge früher nur von hinten messen, um keine Blendung durch den Blitz des Fotoapparates zu verursachen. Erst durch die Verwendung von IR-Blitzgeräten ist es auch erlaubt, entgegenkommende Fahrzeuge zu messen, dabei darf aber das Gesicht des Fahrers nicht sichtbar sein, da es sonst dem Prinzip der Anonymverfügung widerspricht. Mit der 22. Novelle der StVO im Jahr 2009 wurde es auch gesetzlich möglich, bei Geschwindigkeitsübertretungen von vorne zu fotografieren, so dass auch ausländische Lenker verfolgt werden können. Die ersten Anlagen in Österreich wurden Anfang 2010 auf der Wiener Außenringautobahn für den Testbetrieb montiert und sind seit dem Frühjahr 2010 in Betrieb.

#### Unterscheidung zwischen Lkw und Pkw
Teilweise können die genannten Identifizierungssysteme vollautomatisch zwischen Lkw und Pkw unterscheiden. Bei älteren Geräten muss das Messgerät aber durch Knopfdruck kurz auf das kommende Fahrzeug umgestellt werden, etwa bei simplen Lichtschranken mit zwei Gegenstücken. Als eines mehrerer Unterscheidungskriterien kann beispielsweise das Bildmaterial dienen, welches mittels eines Erkennungsalgorithmus ausgewertet wird.

## Stationäre Überwachung

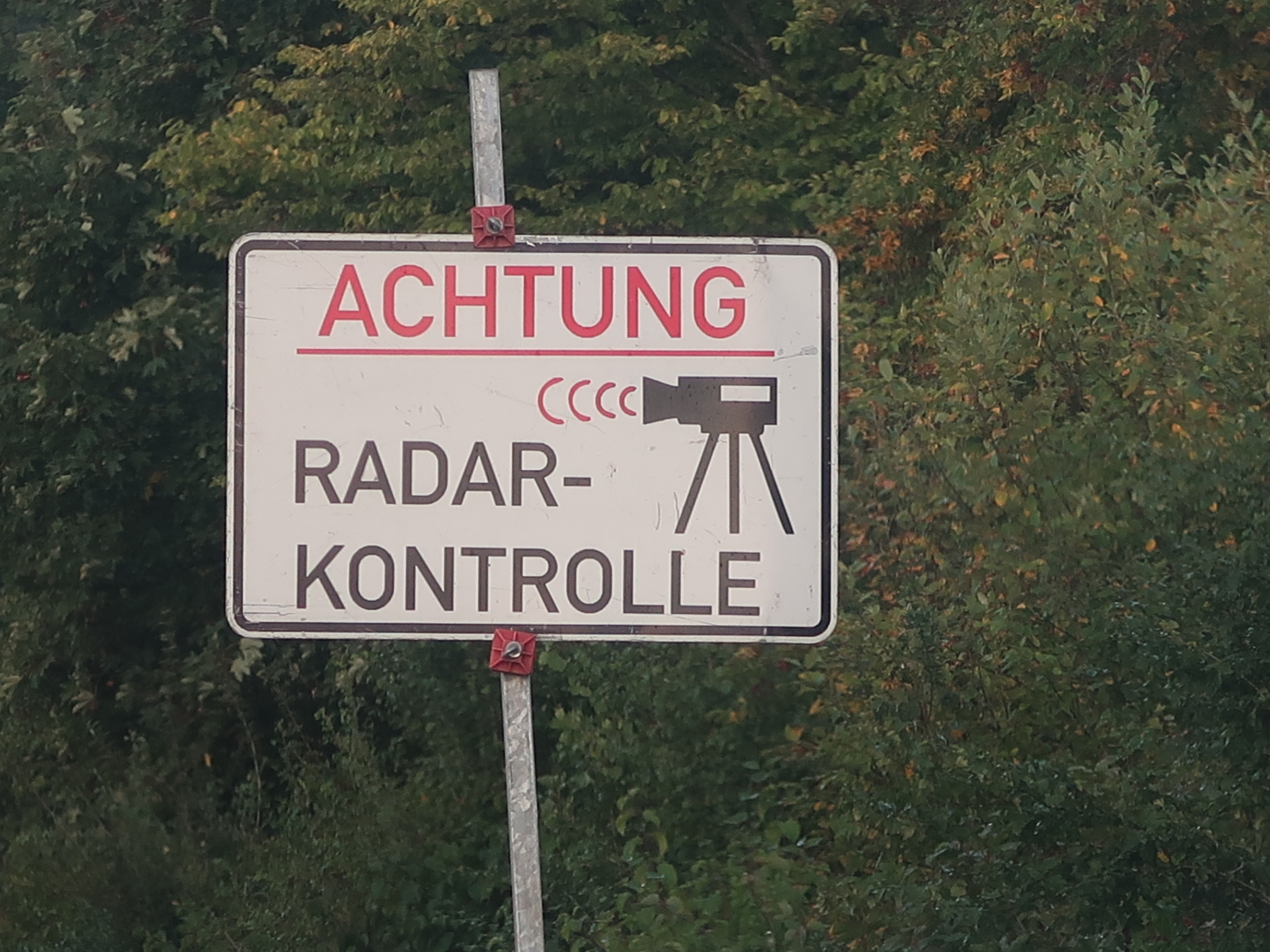
Temporärer Hinweis auf eine Radarkontrolle an der Bundesstraße 31 bei Geisingen

Umgangssprachlich werden die stationären Anlagen oft „Starenkasten“ genannt. Eine weitere Bauform sind die Radarsäulen.
Stationäre Messgeräte werden in Deutschland meist von Städten und Landkreisen betrieben. Bei stationären Anlagen wird in der Regel Piezotechnik verwendet. Die Anlage besteht aus einem auf einem Pfosten montierten Kameragehäuse, das mit Piezosensoren in der Straße verbunden ist oder selbst die Entfernung messen kann. Oft wird der Kasten auch drehbar gebaut, so dass abwechselnd zwei Richtungen überwacht werden können. Hierzu werden dann auch in Gegenrichtung Sensoren verlegt.
Die Betreiber verfügen häufig über wesentlich mehr installierte Messanlagen mit Kameragehäusen als Kameras, diese werden dann in unregelmäßigen Abständen in verschiedene Anlagen im überwachten Gebiet eingebaut. Dadurch soll bei verringerten Betriebskosten eine hohe Abschreckungswirkung erzielt werden.

### Messanlagen in Säulenform
Messanlagen in der Säule erfassen Fahrzeuge per Lasermessung („Lidar“) in fast allen Winkeln. Das Gerät (Produkt „Poli Scan Speed“) wurde von Vitronic Dr.-Ing. Stein Bildverarbeitungssysteme aus Wiesbaden entwickelt. Die Sichtfenster bestehen aus Plexiglas. Die Daten werden von Mitarbeitern des Ordnungsamtes vor Ort ausgelesen oder elektronisch übermittelt. Der Anschaffungspreis betrug im Jahre 2013 rund 90.000 Euro.

### Geschwindigkeitsanzeigeanlage

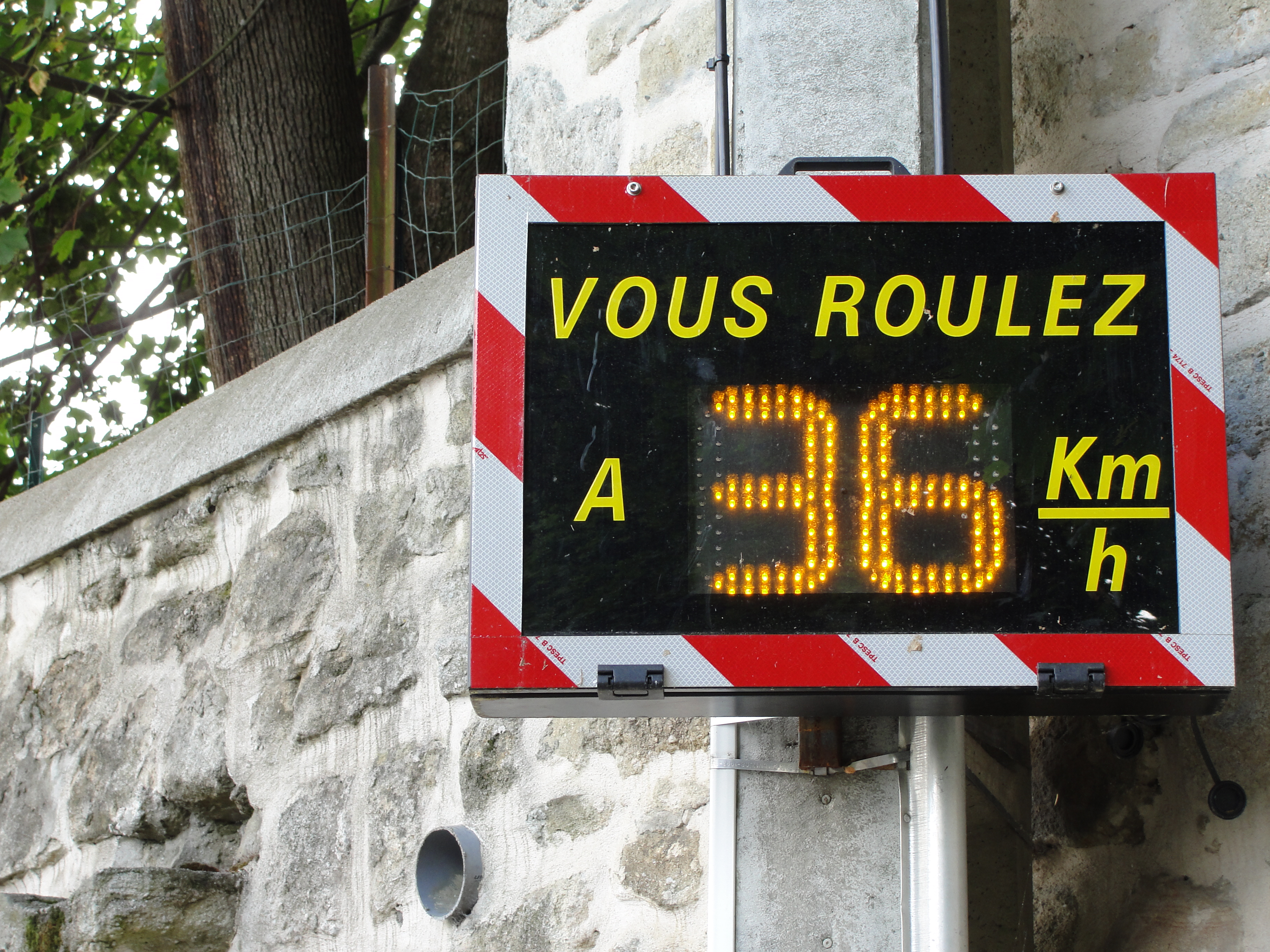
Französischsprachige Geschwindigkeitsanzeige Vous roulez à 36 km/h („Sie fahren 36 km/h“)

Im Gegensatz zu den Überwachungsanlagen, die der Verfolgung von Ordnungswidrigkeiten dienen, hat eine Geschwindigkeitsanzeigeanlage (kurz: GAA) keine Kamera und keine Kennzeichenaufzeichnung. Die Werbung nennt diese Produkte Aktive Verkehrserziehung. Die Anlage besteht aus einer eingebauten Radaranlage, der Auswerteelektronik und einer LED-Anzeige, optional kann eine Solaranlage zur Energieversorgung vorhanden sein.

### Abschnittskontrolle(Section Control)
Bei der sogenannten Abschnittskontrolle wird an mehreren Anlagen entlang der Straße das Kennzeichen mit der genauen Uhrzeit festgehalten. Daraus lässt sich die Durchschnittsgeschwindigkeit zwischen zwei Messpunkten ermitteln, indem deren Abstand durch die Zeitdifferenz der jeweiligen Durchfahrten geteilt wird. Somit kann festgestellt werden, ob die durchschnittliche Geschwindigkeit über der im Abschnitt zulässigen lag. In der Nähe von Hannover wurde zwischen Laatzen und Gleidingen auf der B 6 eine solche Anlage als Pilotverfahren von November 2019 bis Ende November 2020 in Betrieb genommen. In dieser Testphase wurden mehr als 1750 Geschwindigkeitsüberschreitungen geahndet, rund 85 Prozent davon mit Bußgeldern für maximal 20 km/h Überschreitung.

### Betrieb in Österreich
Die Radarkästen werden zunehmend auch von privaten Unternehmen betreut, die sich um Wartung, Einstellungen und Filmtausch kümmern. Erst die fertig ausgedruckten Strafmandate werden der zuständigen Bezirkshauptmannschaft oder dem Magistrat zur Weiterverarbeitung übermittelt. Die erhobenen Strafgelder kommen jeweils dem für diese Straße zuständigen Straßenerhalter zugute. Bis Ende 2009 wurde der Großteil der Radargeräte untereinander vernetzt, sodass mittels digitaler Fotos der gesamte Verlauf der Bestrafung wesentlich schneller wurde und sich dadurch die Zahl der Verkehrsstrafen erhöht hat.

## Mobile Messgeräte

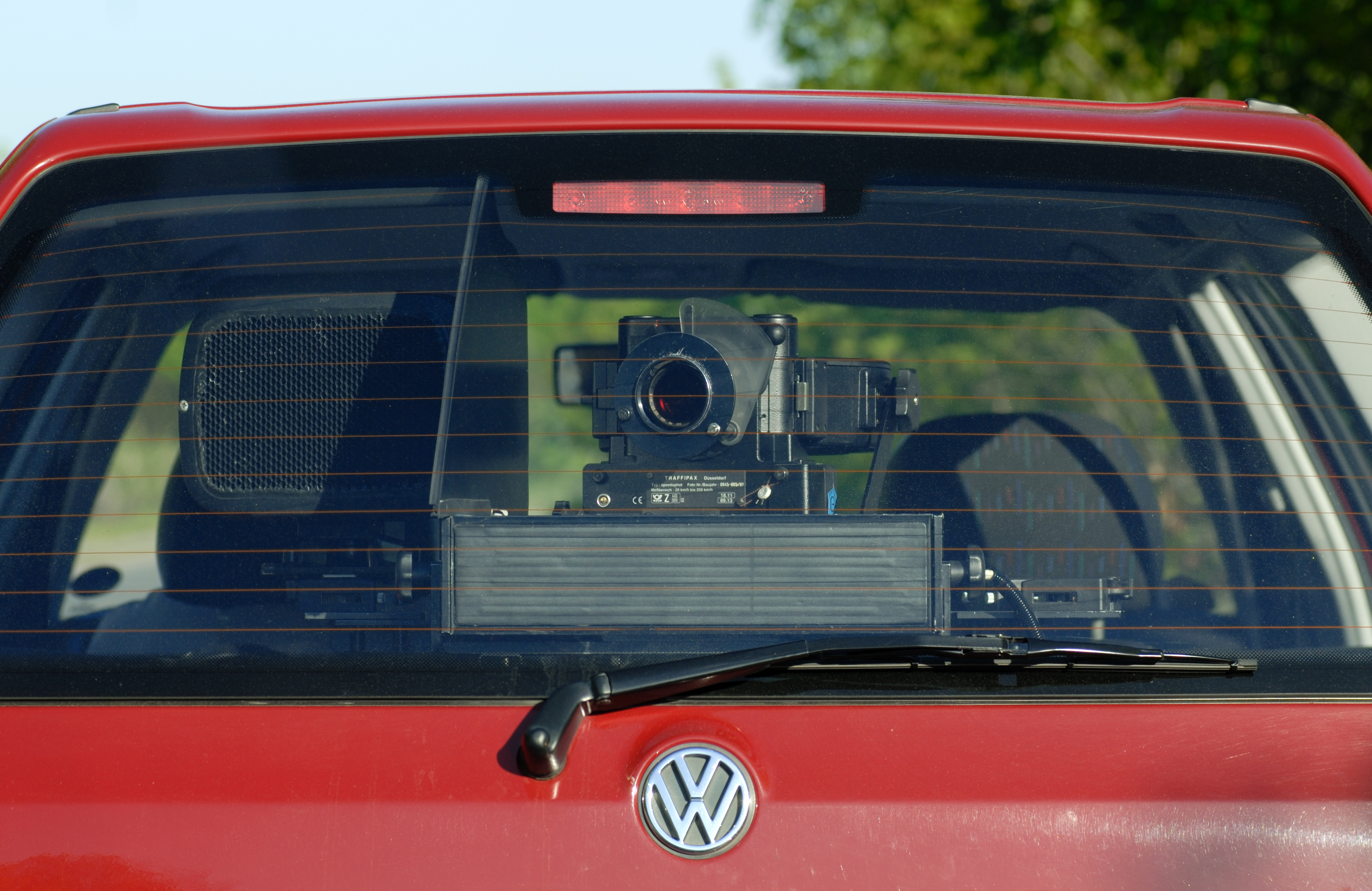
Mobiles Messsystem in einem Pkw

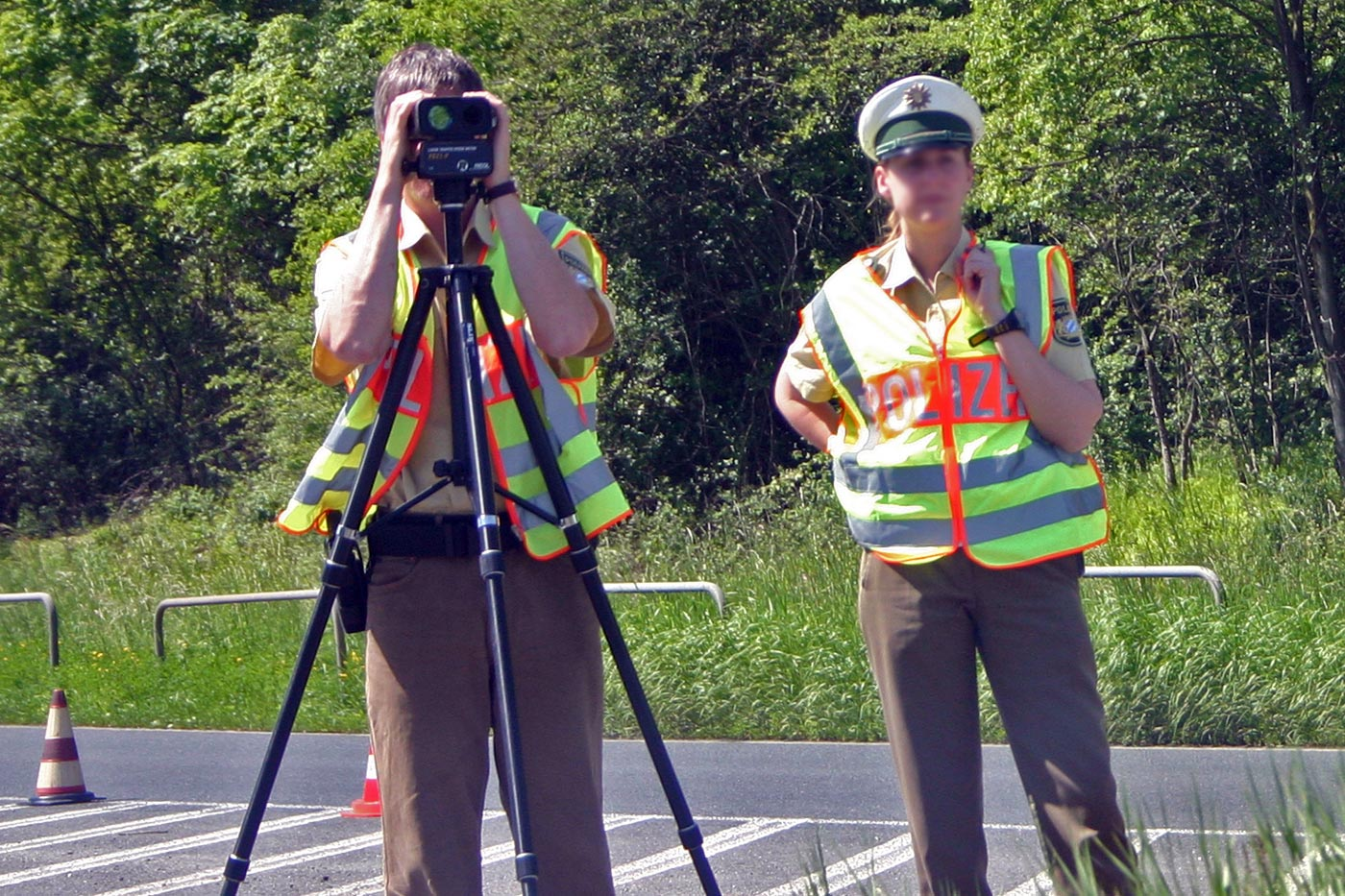
Polizeibeamte bei Geschwindigkeitskontrolle mit auf einem Stativ montierten Messgerät

Da die Abschreckungswirkung stationärer Anlagen auf ortskundige Verkehrsteilnehmer eher gering ist, werden zusätzlich mobile Kontrollen durchgeführt. Die Messung am jeweiligen Straßenrand erfolgt entweder per Laser, Radar oder Lichtschranke. Überschreitet dieses einen vorher definierten Grenzwert (variiert je nach Behörde, Auslösung zum Beispiel erst ab 9 km/h zu viel), werden die Kamera und der dazugehörige Blitz ausgelöst und der Fahrzeugführer aufgenommen. In einigen Fällen werden Kfz-Kennzeichen und gemessene Geschwindigkeit per Funk an einen Polizeibeamten übermittelt, der das Fahrzeug hinter der Messstelle zur Feststellung der Personalien anhält.
Das Messgerät selbst ist dabei normalerweise so aufgestellt, dass es so spät wie möglich sichtbar wird und so keine Möglichkeit zum rechtzeitigen Abbremsen besteht. Teilweise werden die Geräte auch im Heck eines geparkten Kombi-Pkw platziert, um schnellere Ortswechsel durchführen zu können oder eine unauffällige Messung zu ermöglichen. Um die Wiedererkennung eines Messfahrzeuges zu verhindern, verfügen die Kommunen in der Regel über Wechselkennzeichen oder sie tauschen ihre Fahrzeuge mit auswärtigen Kommunen auf dem Wege der Amtshilfe aus. Die Kosten für ein derartiges Überwachungsfahrzeug mit Radartechnik liegen (Stand: 2013) bei 160.000 Euro.
Bei einem weiteren Verfahren, das hauptsächlich auf Autobahnen zum Einsatz kommt, werden Geschwindigkeitsüberschreitungen durch ein speziell ausgestattetes ziviles Messfahrzeug mit Police-Pilot-System verfolgt. Dieses Fahrzeug hält über eine bestimmte Distanz einen festen Abstand zum gemessenen Fahrzeug. Die Geschwindigkeit wird über den geeichten Tachometer des Messfahrzeugs ermittelt. Der Vorgang wird auf Video aufgezeichnet.
In Österreich kommen die mobilen Radargeräte immer weniger in Einsatz und werden durch die wesentlich preiswerteren Laserpistolen ersetzt.

## Toleranzen

### Deutschland
Je nach Messverfahren werden in Deutschland vom Messwert unterschiedliche Toleranzen abgezogen. Dies sind bei
- ortsfesten Anlagen, Starenkästen, Radarmessgeräten, Laserpistolen:
  - bis 100 km/h werden 3 km/h als Toleranzwert abgezogen
  - ab 101 km/h werden 3 % in Abzug gebracht.
- ProViDa: 5 %, mindestens 5 km/h.
- Nachfahren mit Dienstfahrzeug
  - mit justiertem Tachometer: 15 %
  - mit nicht justiertem Tachometer: 20 %.

### Österreich
In Österreich wird zwischen Messtoleranz und Straftoleranz unterschieden. Die Messtoleranz beträgt bei neuen Systemen:
- mit Lasermessungen:
  - 3 km/h bei einer erlaubten Geschwindigkeit bis 100 km/h
  - 3 % wenn eine Geschwindigkeit größer als 100 km/h erlaubt ist[24]

### Schweiz
In der Schweiz wird vom Messwert je nach Messmethode und Geschwindigkeitsbereich ein bestimmter Wert abgezogen. Dieser Sicherheitsabzug beträgt:
- bei Radarmessungen:
  - 5 km/h bei einem Messwert bis 100 km/h,
  - 6 km/h bei einem Messwert von 101–150 km/h,
  - 7 km/h bei einem Messwert ab 151 km/h;
- bei Lasermessungen:
  - 3 km/h bei einem Messwert bis 100 km/h,
  - 4 km/h bei einem Messwert von 101–150 km/h,
  - 5 km/h bei einem Messwert ab 151 km/h;

Bei vielen Spezialfällen gelten gesonderte Sicherheitsabzüge, so z. B. bei stationären Radarmessungen in Kurven, bei mobilen Messungen mit Radar (Moving-Radar), bei Messungen mit stationären Schwellendetektoren, bei Nachfahrkontrollen, bei Aufzeichnungen von Fahrt- und Restwegschreibern und bei Rotlichtüberwachungssystemen mit Schleifendetektoren.

## Wirksamkeit
Geschwindigkeitskontrollen sollen eine Maßnahme zur Durchsetzung sicherheitsrelevanter Verkehrsvorschriften sein. Die Einhaltung von Verkehrsregeln geschieht auf zwei Ebenen der sozialen Kontrolle: Die erste Ebene ist die interne Kontrolle, d. h. die Bereitschaft des Einzelnen, sich selbst aufgrund seiner verinnerlichten Werte und Normen zu kontrollieren und sanktionieren. Versagt diese Selbstkontrolle, wie es im Straßenverkehr häufig der Fall ist, dann wird nach Ansicht von Überwachungsbefürwortern als zweite Ebene die externe Kontrolle durch Dritte notwendig.
Die Kontrollen erhöhen sowohl in der Umgebung der Kontrollstelle als auch regional die Verkehrssicherheit. Der Rückgang der gefahrenen Geschwindigkeit wurde sowohl für stationäre als auch mobile Geschwindigkeitskontrollen nachgewiesen. Die Wirksamkeit lässt sich am ehesten aus der Unfallhäufigkeit vor der Einführung einer Geschwindigkeitsüberwachungsmaßnahme im Vergleich mit der Unfallhäufigkeit nach deren Einführung untersuchen.
Der Überwachung der Geschwindigkeit soll zudem wie jede Kontrollmaßnahme im Straßenverkehr eine generalpräventive Wirkung zukommen, indem sie vor übermäßigen Verstößen abschreckt. Dem widersprechen jedoch Untersuchungen durch Karl-Friedrich Voss, Vorstandsmitglied des Bundesverbands Niedergelassener Verkehrspsychologen (BNV) und Mitglied der Fachgruppe Verkehrspsychologie der deutschen Gesellschaft für Psychologie. Zum Beispiel fahren junge Leute riskant, werden aber selten geblitzt. Zitat: „Fahrer aus Altersgruppen mit einem geringen Unfallrisiko werden übermäßig mit Punkten belastet, und Fahrer mit hohem Unfallrisiko werden zu selten kontrolliert.“
Geschwindigkeitsverstöße tragen zu etwa 25 % der Unfälle mit Personenschaden und 50 % aller Unfälle mit Getöteten bei. Vielfach wird daher kritisiert, dass die Überwachung der zulässigen Geschwindigkeit auf den Straßen zu lückenhaft erfolgt. Da die Regelbefolgung vor allem von der Wahrscheinlichkeit, mit der ein Verstoß geahndet wird, abhängt, könnte man mit mehr Kontrollen viele Unfälle verhindern und Menschenleben retten. Zudem sind Geschwindigkeitskontrollen i. a. kostendeckend (die Einnahmen aus den Bußgeldern überschreiten geringfügig die Kosten der Überwachung und Verfolgung der Verstöße), sodass nur politischer Wille einer Ausweitung entgegensteht. Allerdings stellt auch die bestehende Überwachung zumindest ein Regulativ dar, mit dem übermäßige Verstöße meist verhindert werden.

## Wirtschaftliche Gesichtspunkte
In der Wirtschaftlichkeitsbetrachtung müssen die Kosten der Maßnahme (Geschwindigkeitsüberwachung, deren Einrichtung und Aufrechterhaltung) den Kosten, die sich aus den Unfallfolgen ergeben und von Versicherungen und den für den Schaden unversicherten Unfallbeteiligten entstanden gegenübergestellt werden. Dabei können Unfälle mit Personenschäden auch hohe und schwer bezifferbare Folgekosten beinhalten, die nur partiell durch eine Haftpflichtversicherung abgedeckt werden. Der wirtschaftliche Nutzen der Geschwindigkeitsüberwachung errechnet sich aus der Veränderung der Verkehrssicherheit durch die Maßnahme, also aus der Differenz der Unfallzahlen und Unfallschweren vor und nach ihrer Einführung, falls sie wirksam war, entsprechend den „Empfehlungen für Wirtschaftlichkeitsuntersuchungen an Straßen (EWS)“ der Forschungsgesellschaft für Straßen- und Verkehrswesen e. V. (FGSV).
Zur Betrachtung der Wirtschaftlichkeit gehört auch die, die für den Betreiber der Geschwindigkeitsüberwachung durch deren Betrieb entsteht. Sie setzen sich zusammen aus den Kosten zur Durchführung und den aus Bußgeldern resultierenden Einnahmen. Die Einnahmen aus den Bußgeldern fließen – wie andere Bußgelder auch – in die öffentlichen Haushalte, aus denen auch die Kosten der Überwachung (beispielsweise Technik, Fahrzeuge, Personal für Kontrollen und Bearbeitung von Bußgeldbescheiden) bezahlt werden. Bußgelder werden gelegentlich auch gemeinnützigen Einrichtungen zugesprochen und Einnahmen aus Strafverfahren fließen dem Justizapparat zu, dienen also in keinem Fall dazu, die Kosten zur Einrichtung und Aufrechterhaltung der Geschwindigkeitsüberwachung zu minimieren.
Insbesondere kommunale Überwachungsanlagen stehen jedoch oft im Verdacht, Geschwindigkeitsüberwachung aus wirtschaftlichem Interessen einzusetzen. Aber auch der Polizei wird verschiedentlich vorgeworfen, Geschwindigkeitskontrollen unter Einnahmegesichtspunkten zu betreiben. Auch Christoph Hecht, Verkehrsingenieur beim ADAC, vermutet oft wirtschaftliche Beweggründe hinter Geschwindigkeitsüberwachungsmaßnahmen."
Beispiele:
1. Die Stadt München konnte mit einem einzigen Radargerät innerhalb eines Jahres 85.233 Geschwindigkeitsübertretungen bei insgesamt etwa 1,74 Millionen am Gerät vorbeifahrenden Fahrzeugen feststellen und nahm dabei geschätzte fünf bis zehn Millionen Euro ein.[33]
2. Nach der Inbetriebnahme Ende 2008 einer Anlage an der Talbrücke Lämershagen der A 2 in Richtung Hannover nahm die Stadt Bielefeld bei 260.000 Verstößen innerhalb des ersten Jahres 9,3 Millionen Euro ein.[34] Fast 20 Mitarbeiter sind für Auswertung und Erstellung der Bußgeldbescheide der Anlage beschäftigt.[35]
3. Der Spiegel führt in dem Artikel „Goldgrube Tempo-Falle“[36] die Bundesstraße 252 an, entlang der auf einer Strecke von 23 km 14 Überwachungsapparate aufgestellt sind. Ein 30-maliger Wechsel der zulässigen Höchstgeschwindigkeit auf diesem Abschnitt einschließlich wechselnder Gültigkeitszeiten führt leicht zu Geschwindigkeitsverstößen durch Irrtum. Die Radarfallen werfen etwa 1,2 Millionen Euro pro Jahr ab.

Als Kostenrisiko wurden Folgeunfälle aufgrund der Geschwindigkeitsüberwachungsmaßnahme selbst diskutiert. Diese stellen Eingriffe in den Straßenverkehr dar und können daher Unfälle provozieren, weil Autofahrer plötzlich im Straßenfluss bremsen und Auffahrunfälle entstehen können. Seitens der Polizei liegen dazu keine Erhebungen vor.

## Gegenmaßnahmen

### Legale bzw. nicht verfolgte Maßnahmen in Deutschland
Etliche Radiosender warnen im Rahmen ihrer Verkehrsmeldungen vor Geschwindigkeitsmessungen, die von den Hörern gemeldet wurden. In einem Modellversuch warnt die Autobahnpolizei Köln am Vorabend im Internet und in der WDR-Lokalzeit vor geplanten Kontrollen. Auch private Radiosender erhalten die Warnungen direkt von den Behörden selbst. Dieser Service der Rundfunkgesellschaften ist umstritten. Befürworter sind der Meinung, dass das Ziel einer Geschwindigkeitsreduktion auch so erreicht werde, dem entgegnen andere, dass diese Reduktion nur punktuell erfolge.
Populär ist die Methode, reflektierende Gegenstände am Innenrückspiegel aufzuhängen. Hierbei wird erhofft, den Fotoblitz zu reflektieren und somit den Fahrer unkenntlich zu machen. CDs werden empfohlen, sind jedoch meist unwirksam.
Zur etwaigen Anfechtung der ordnungsgemäßen Durchführung einer Geschwindigkeitsmessung bietet es sich an, bei mobilen Radaranlagen die Aufstellung des Fahrzeugs zu dokumentieren (Foto) und daraus die Ausrichtung des Fahrzeugs zur Straßenlängsachse zu kontrollieren. Die Messfahrzeuge müssen nämlich genau senkrecht oder parallel zur Fahrbahn stehen. In einigen Fällen wurden die betriebsnotwendigen Winkel (20 bzw. 22 Grad) nicht eingehalten.
Außerdem ist die Überwachung der Messung durch den Messbeamten vorgeschrieben. Wenn der Messbeamte die Messung nicht beobachtete, durfte sie nicht verwertet werden. Ein gerichtsverwertbares Sachverständigengutachten ist dennoch unerlässlich.
Mittlerweile existieren jedoch in der Mehrzahl Messanlagen, die keinerlei Anforderungen an die Fahrzeugposition stellen und auch den sogenannten aufmerksamen Messbetrieb nicht mehr erfordern.
Das Warnen vor Geschwindigkeitsmessstellen durch einen Fußgänger mittels Handzeichen oder Schildern verstößt nach einem Urteil des Oberlandesgerichts Stuttgart „allenfalls dann gegen bestehende Vorschriften […], wenn gemäß § 1 StVO andere Verkehrsteilnehmer gefährdet, behindert oder belästigt werden“, stellt allerdings nach Urteilen des Oberverwaltungsgerichts Münster sowie des VG Saarlouis eine Gefahr für die öffentliche Sicherheit im Sinne des § 8 NWPolG (Polizeigesetz des Landes Nordrhein-Westfalen) dar und kann daher durch die zuständige Polizeibehörde durch eine Ordnungsverfügung untersagt werden.

### Illegale bzw. verfolgte Maßnahmen
Lichthupe:
Eine verbreitete Methode ist, den Gegenverkehr mittels Lichthupe vor auf der Gegenseite erkannten Radarkontrollen zu warnen. Das ist in Deutschland eine Ordnungswidrigkeit nach § 16 Abs. 1 StVO in Verbindung mit § 24 StVG, da der Lichthupeneinsatz nicht gerechtfertigt ist. In Österreich ist dies jedoch legal, da es kein Verbot gebe, Warnungen jedweder Art mit der Lichthupe durchzuführen.
Radarwarnanlagen:
Sogenannte Radarwarner dürfen besessen, jedoch nicht „betriebsbereit mitgeführt“ werden. Diese Radarwarner registrieren die Radar-Strahlung und warnen dann akustisch. Bei ihrer Benutzung drohen Bußgeldstrafen und Vormerkungen (in Deutschland 75 Euro Bußgeld und ein Punkt). Das Gerät wird von der Polizei eingezogen und vernichtet. Kaufverträge für Radarwarner werden von Gerichten als sittenwidrig eingestuft, damit entfallen alle Gewährleistungsansprüche gegenüber dem Verkäufer.